# باتو پاهات

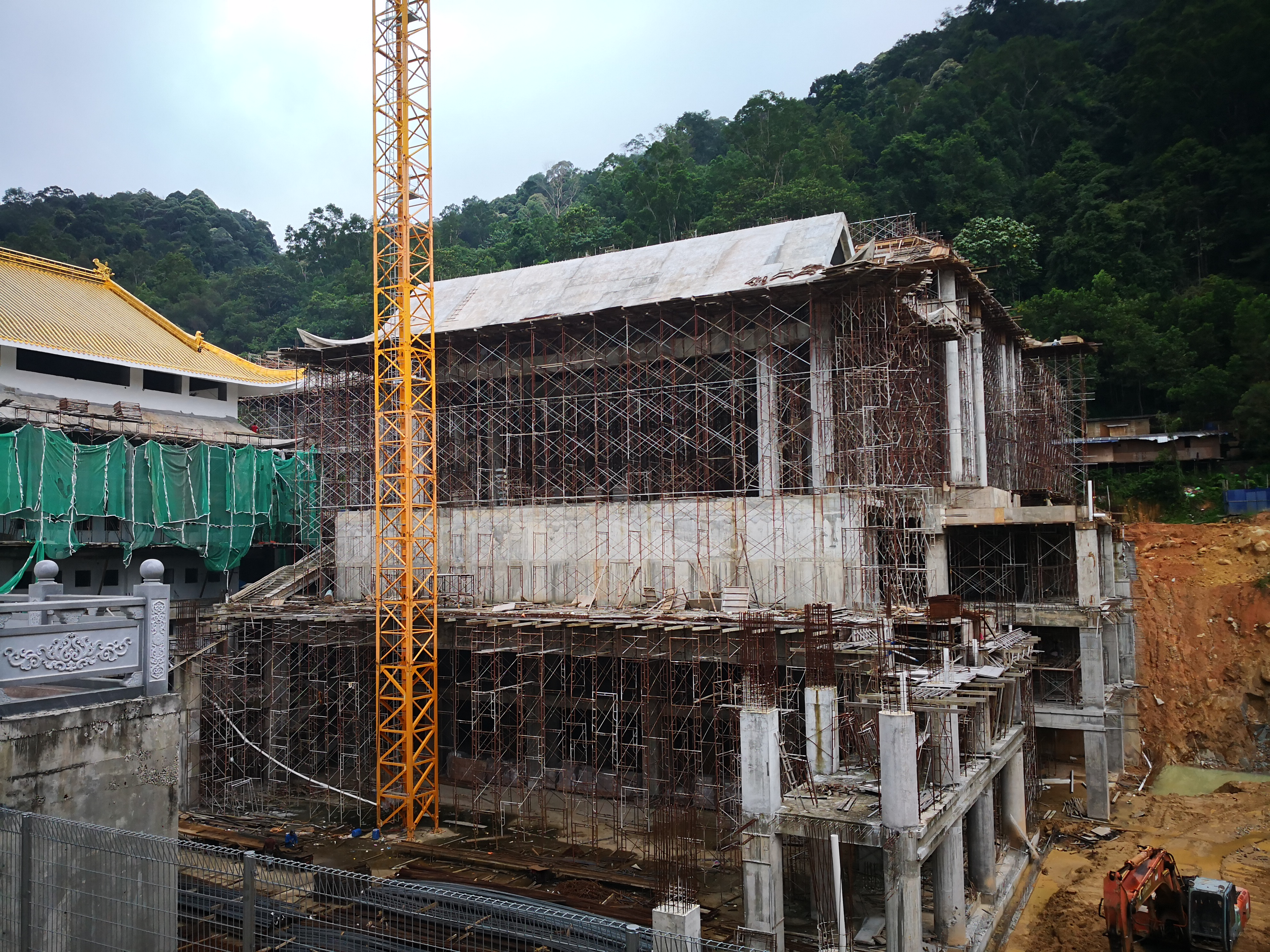
باتو پاهات

باتو پاهات (به لاتین: Batu Pahat) یک از بخش‌های کشور مالزی است که در ایالت جوهور واقع شده‌است.